# جون فيندلاي
جون فيندلاي هو سياسي أمريكي، ولد في 31 مارس 1766 في مرسيرسبورغ في الولايات المتحدة، وتوفي في 5 نوفمبر 1838 في شامبرسبورغ في الولايات المتحدة. نشط حزبياً في الحزب الديمقراطي. وقد انتخب عضو مجلس النواب الأمريكي ‏.